# Hackerbrücke

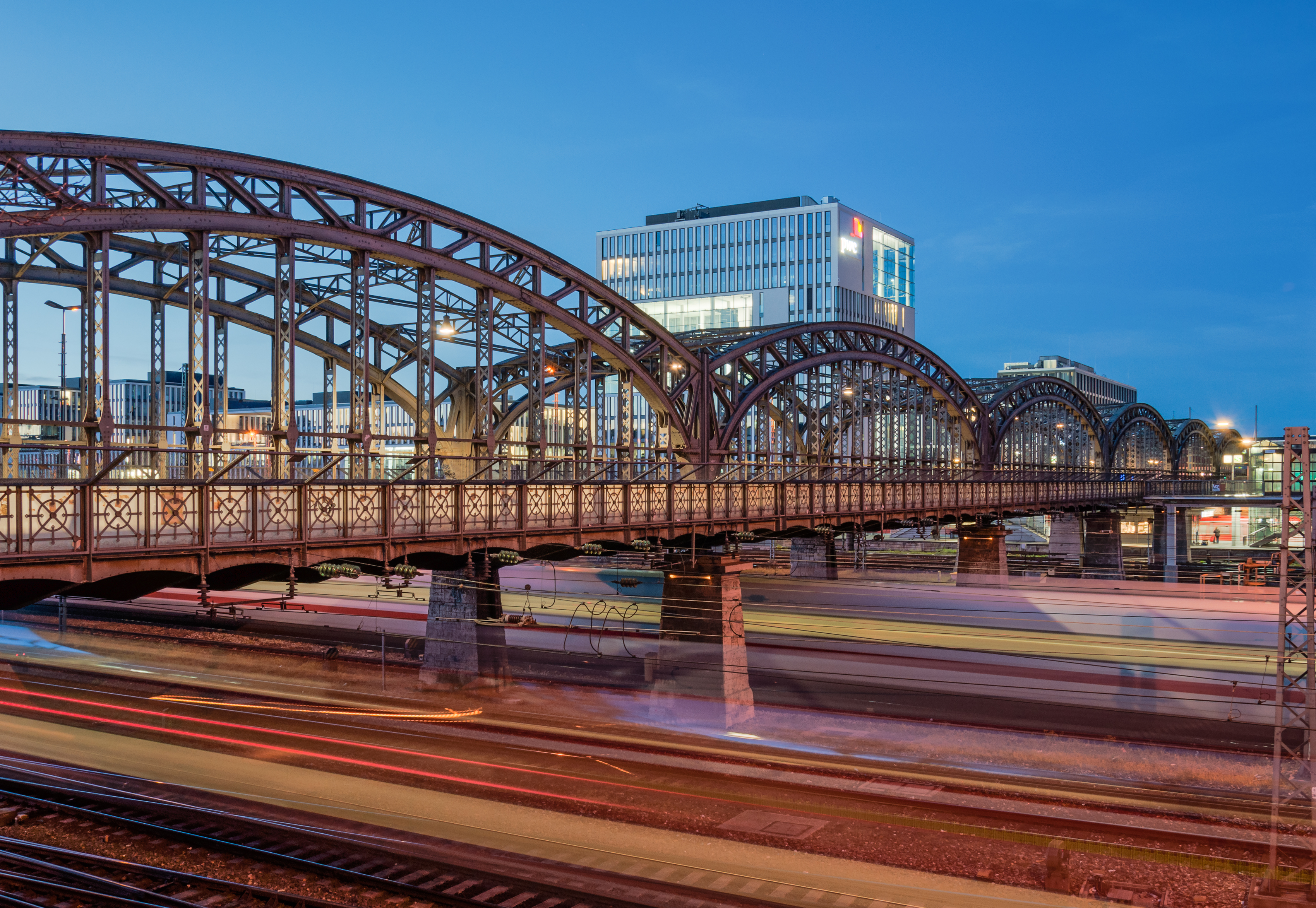
Cầu Hackerbrücke tại München

Hackerbrücke là một cầu đường ở München. Nó dẫn qua các đường rầy mà chạy tới Nhà Ga chính (Münchner Hauptbahnhof). Cầu này thường được được khách dùng để đi bộ tới chỗ tổ chức Oktoberfest từ trạm S-Bahn cùng tên với cầu (cách nhà ga chính một trạm) và ngược lại (nếu họ còn biết đường về).

## Mô tả
Cầu vòng này có 6 cột chống mà chịu được chiều dài 28,4 m, chiều cao của vòng là gần 8 m.

## Lịch sử và kỹ thuật
Cầu Hacker được xây từ năm 1890–1894 bởi hãng MAN (Maschinenfabrik Augsburg-Nürnberg) và là một trong số ít những cầu thép vòng cầu được xây trong thế kỷ 19 còn tồn tại ở Đức. Trong đệ nhị thế chiến một phần cầu bị tàn phá và được kiến thiết lại vào năm 1953.

## Hình ảnh

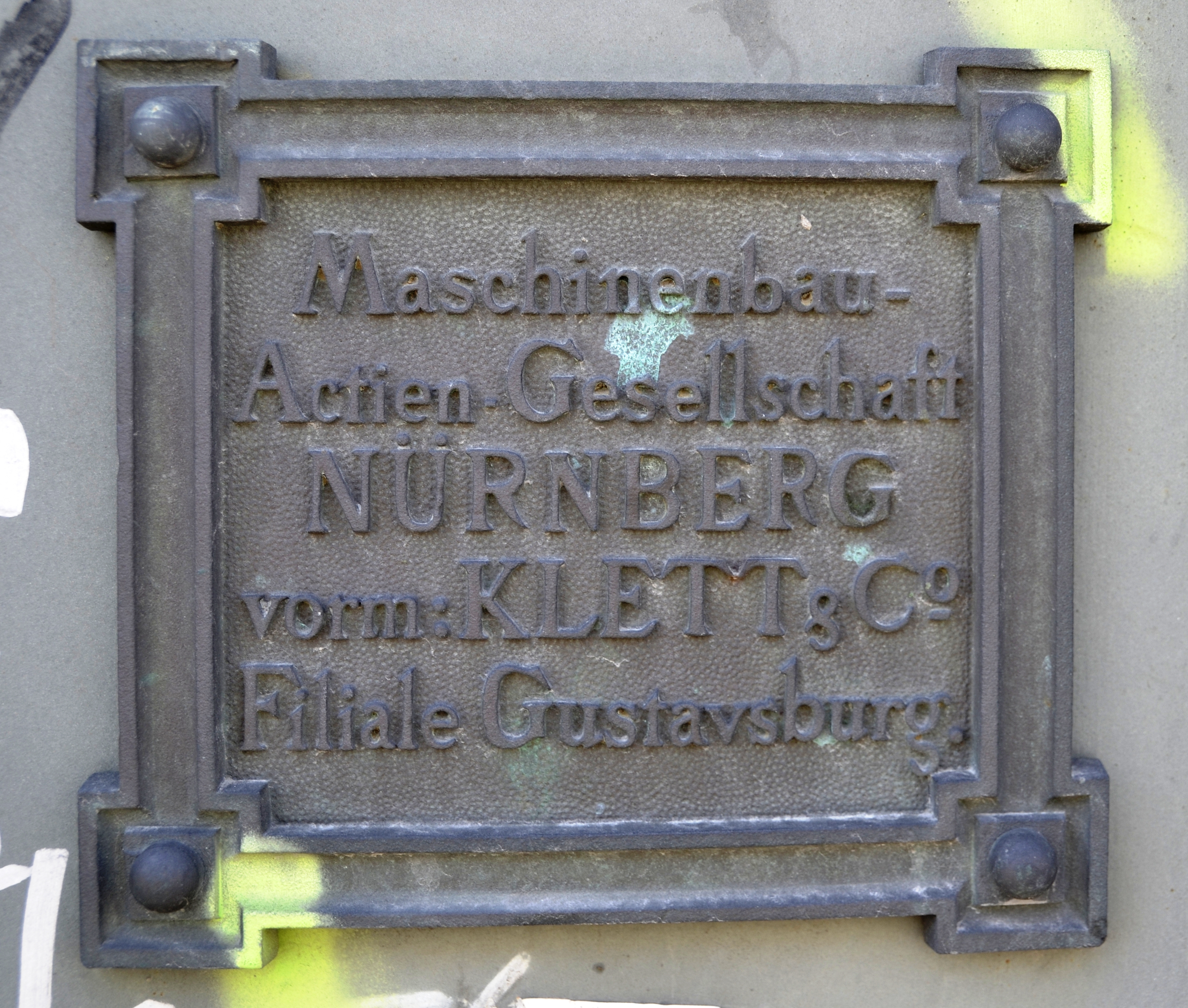
Bảng cầu Hacker "Maschinenfabrik Augsburg-Nürnberg"
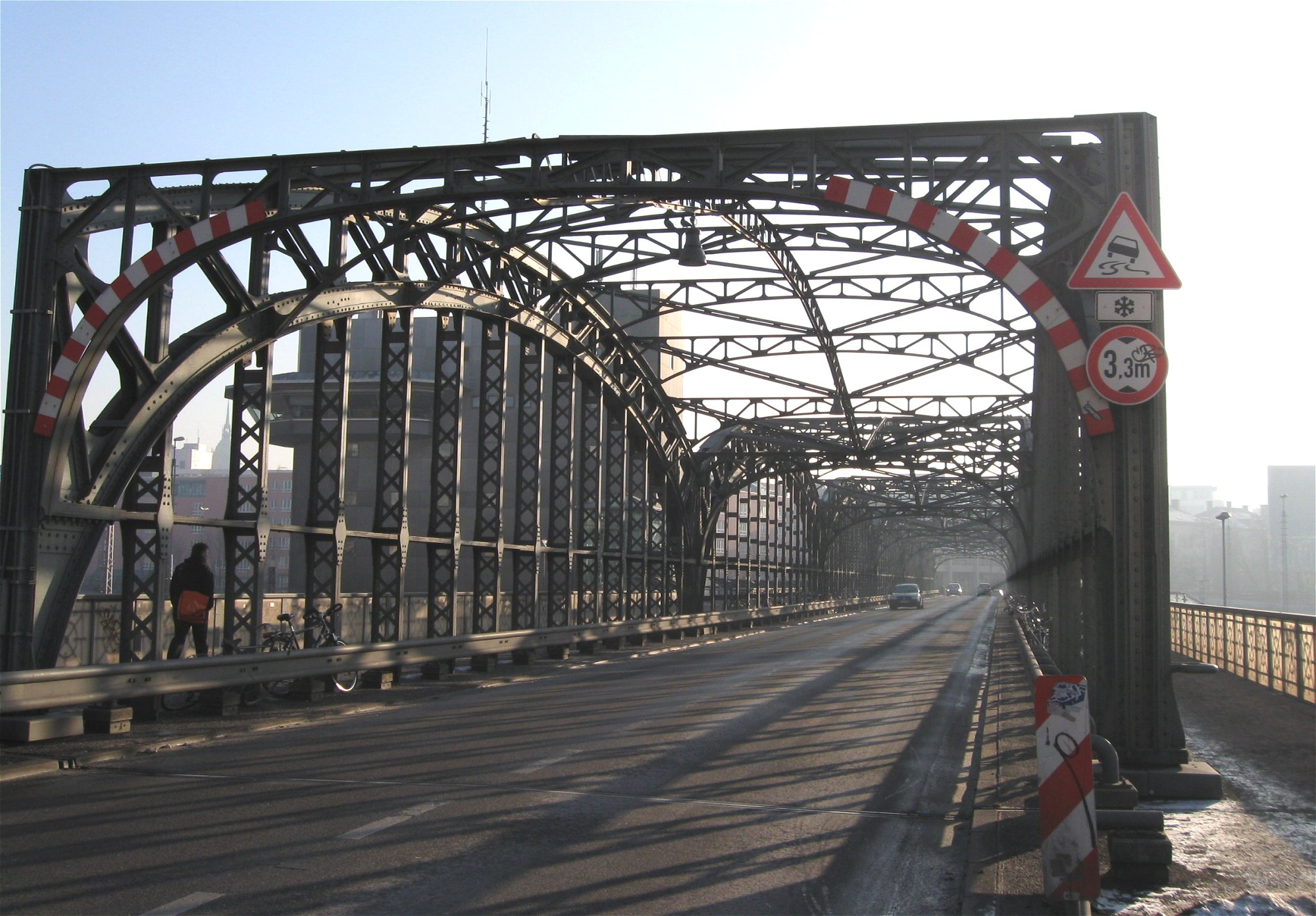
Nhìn về phía Nam
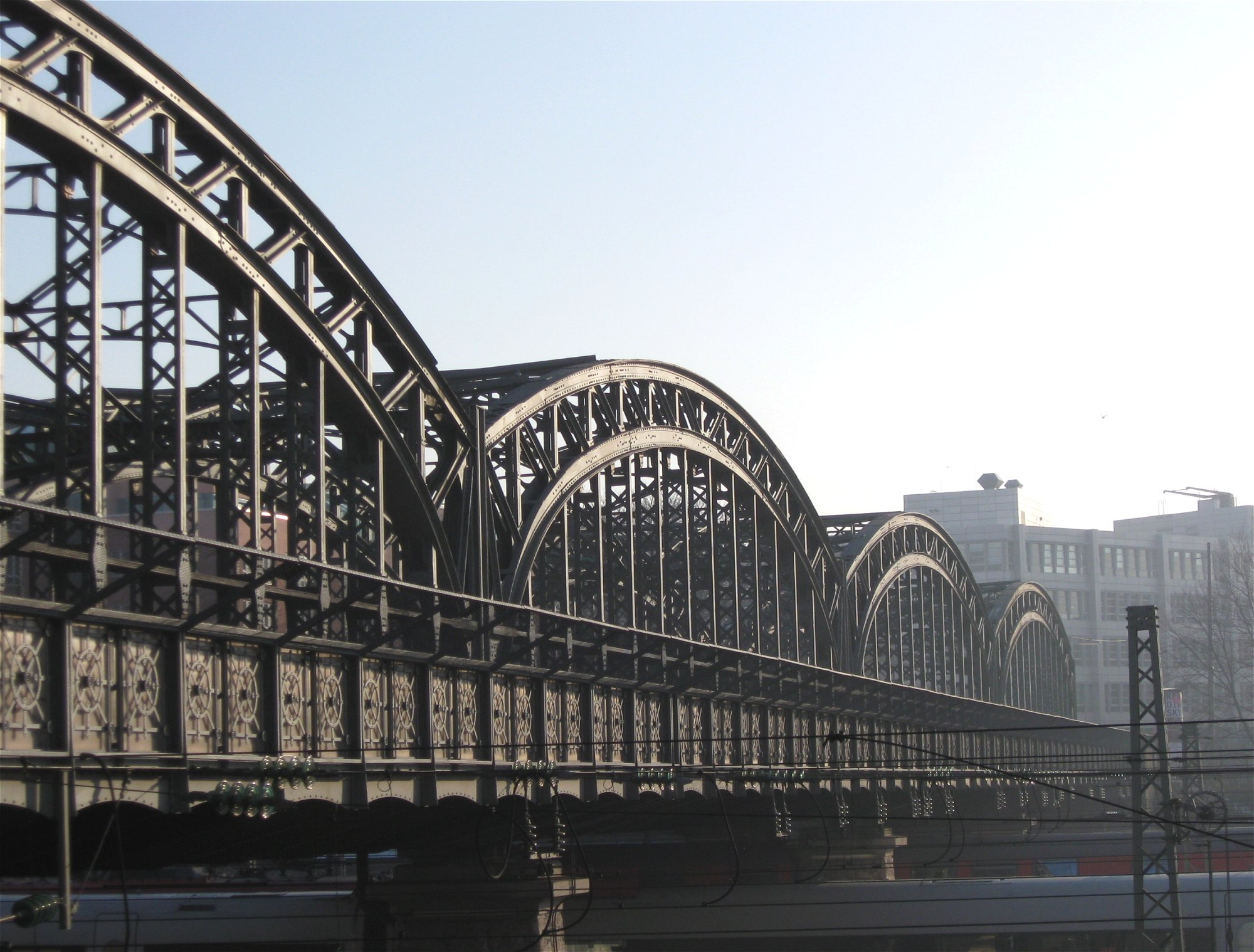
Nhìn về kiến trúc vòng cầu
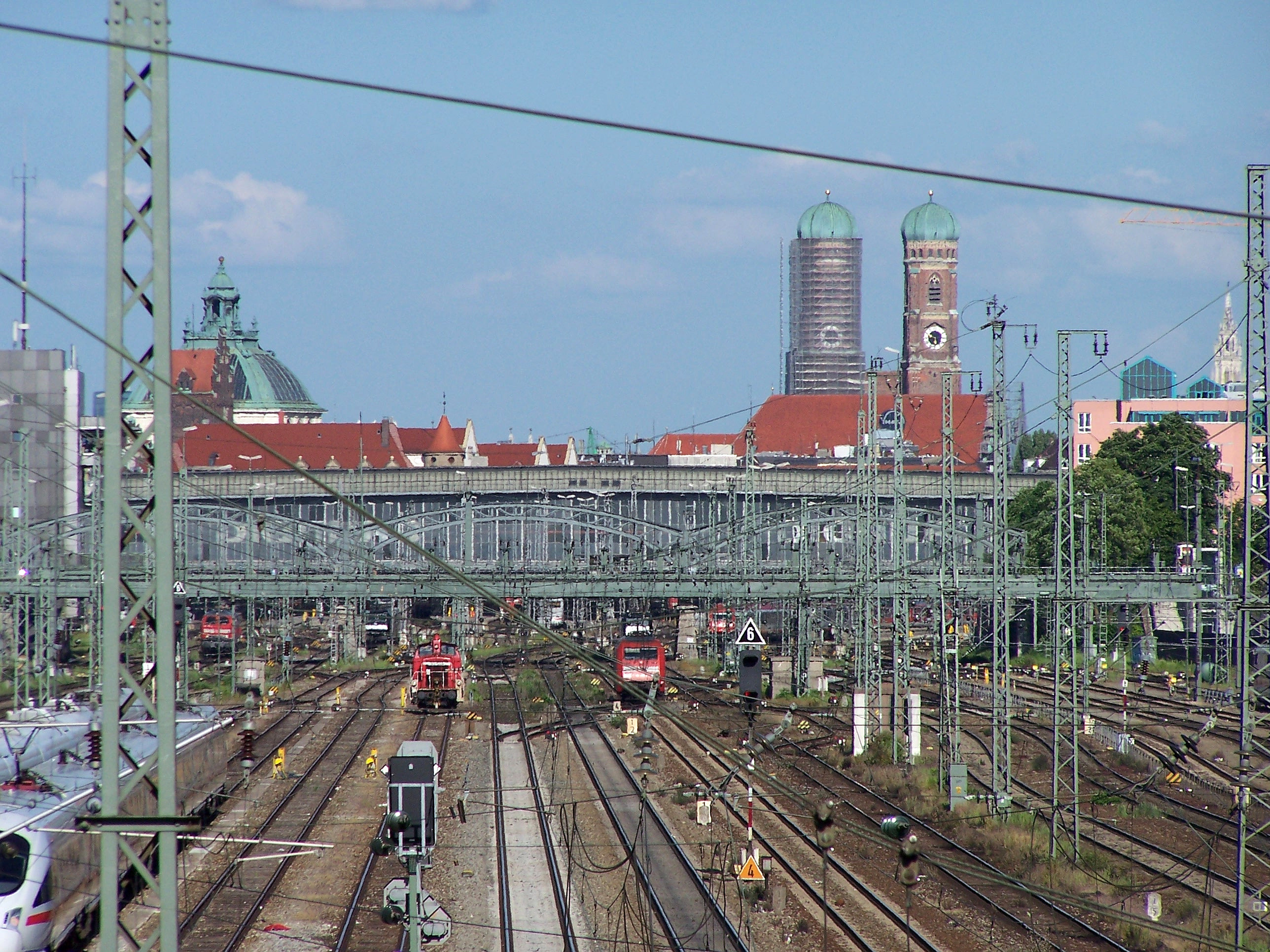
Cầu Hacker nhìn từ Cầu Donnersberg
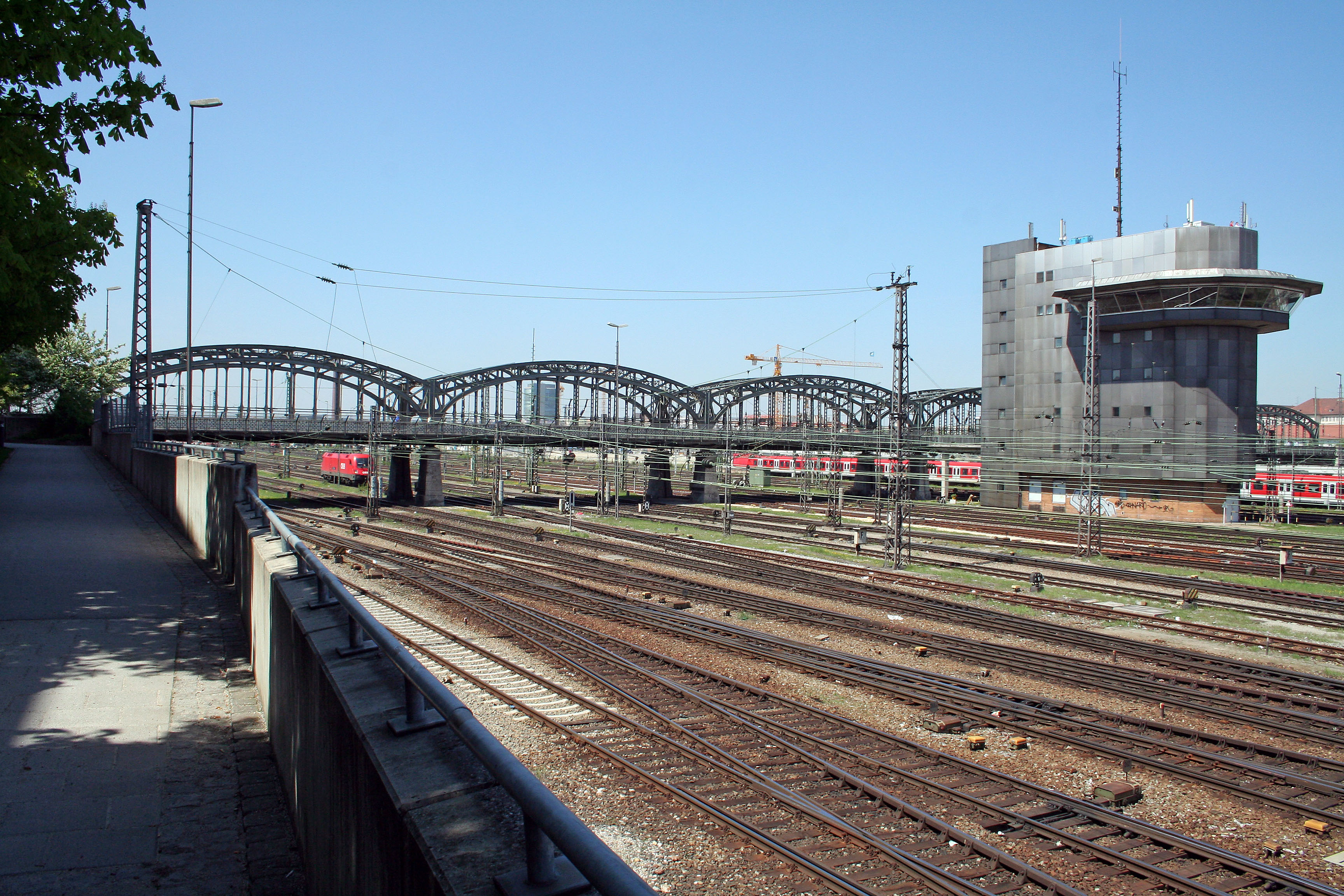
Hackerbrücke với trung tâm chỉnh hướng đường rầy tại München Hbf
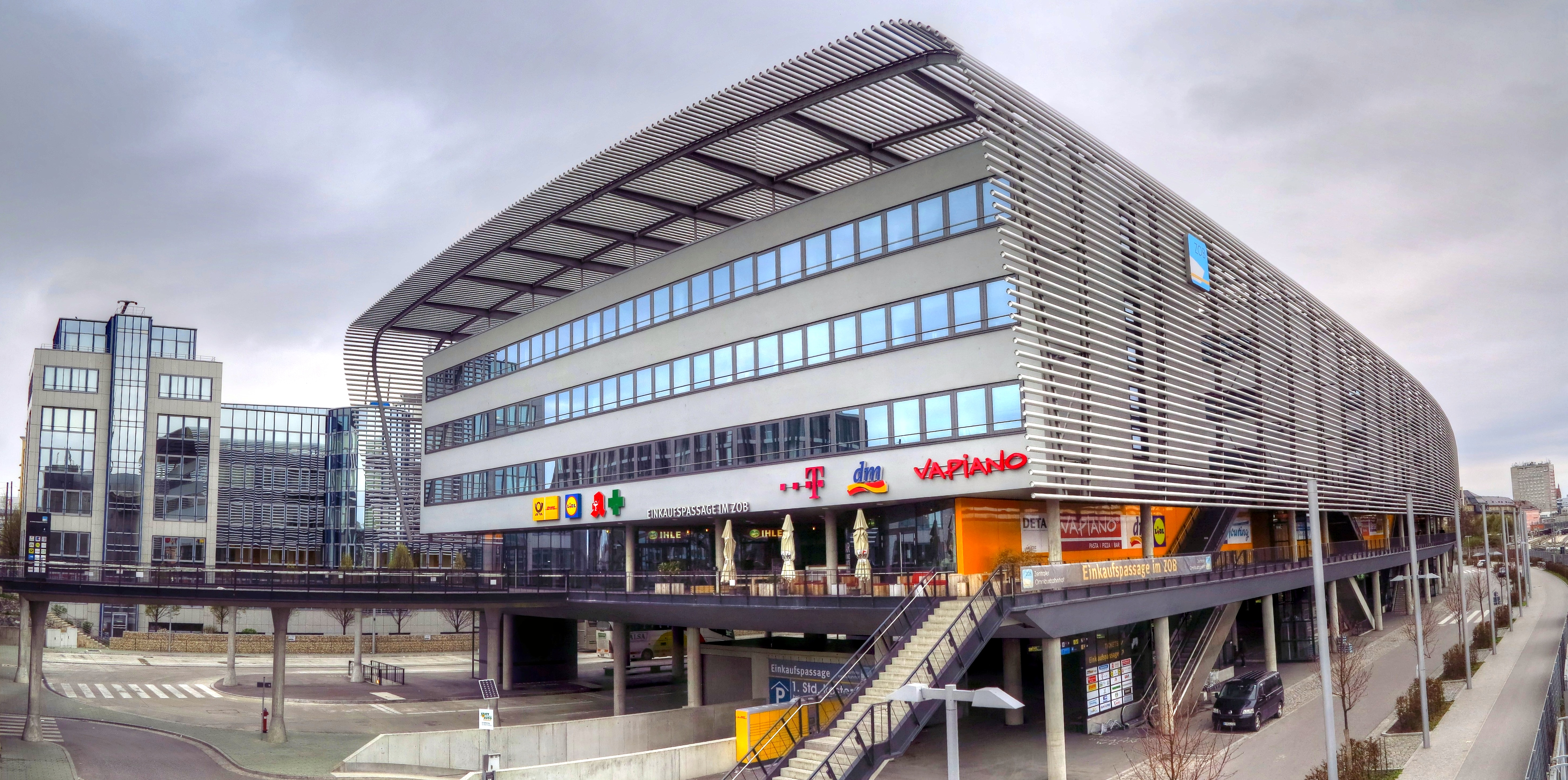
Mặt trước của trung tâm xe buýt München phía Bắc cầu Hacker (2012)

## Sách báo
- Christine Rädlinger, Baureferat der Landeshauptstadt München (Hrsg.): Geschichte der Münchner Brücken. Franz Schiermeier Verlag, München 2008, ISBN 978-3-ngày 95 tháng 2 năm 1425 (Brücken bauen von der Stadtgründung bis heute).